# Capela do Senhor da Pedra

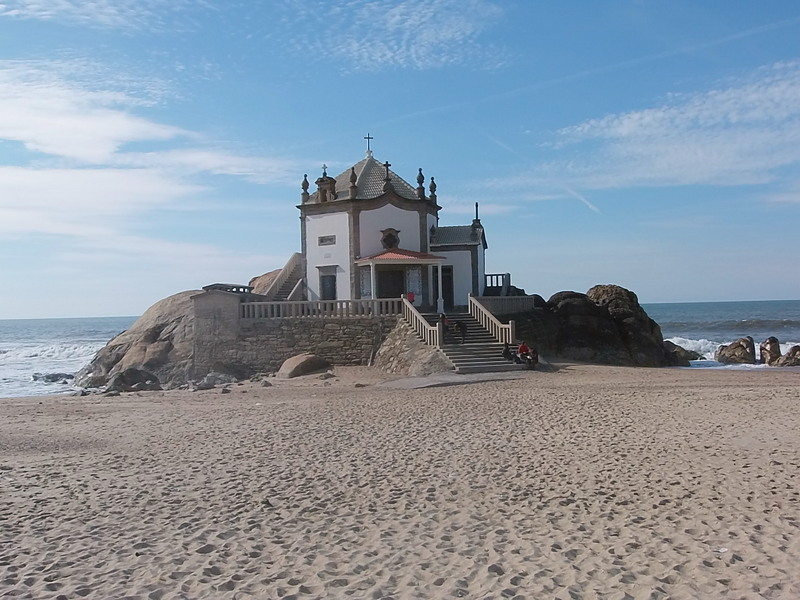
Capela do Senhor da Pedra, implantado sobre maciço rochoso, no areal da praia de Miramar

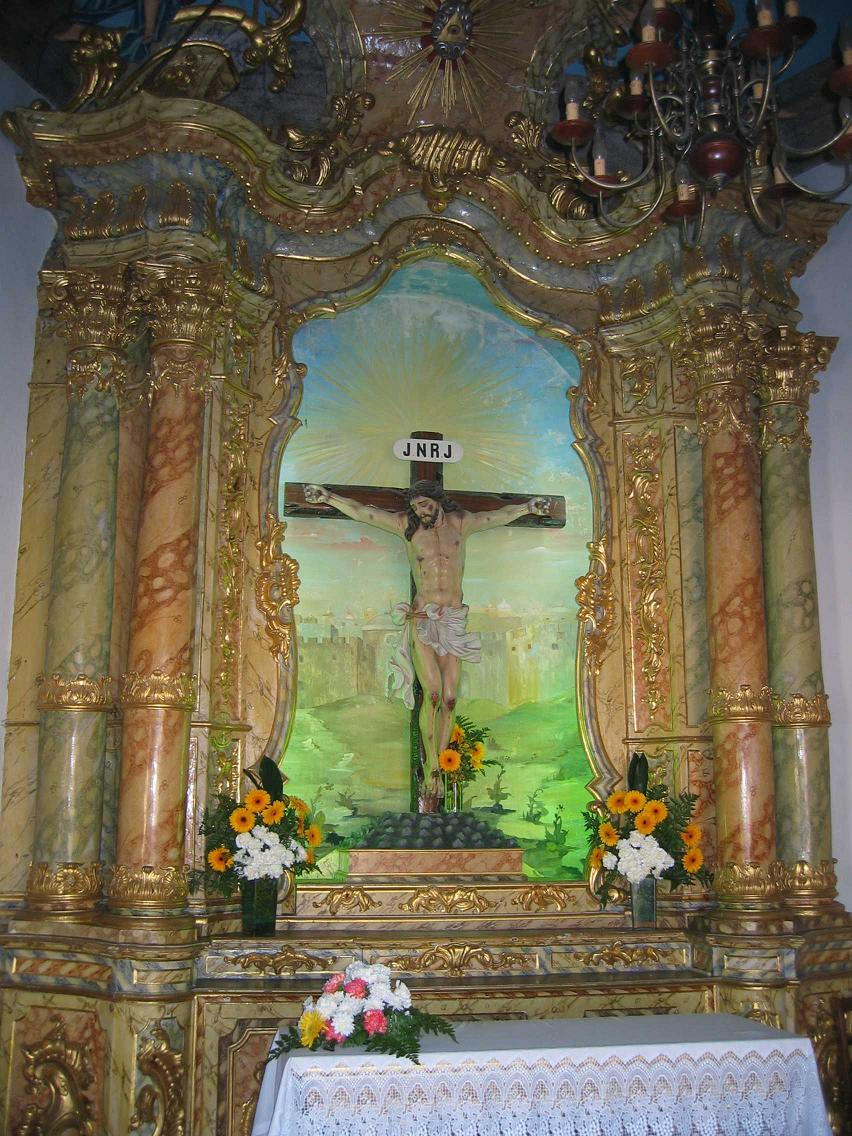
Capela do Senhor da Pedra: altar-mor.

A Capela do Senhor da Pedra localiza-se na Praia do Senhor da Pedra, em Gulpilhares, na atual freguesia de Gulpilhares e Valadares, no Município de Vila Nova de Gaia, Distrito do Porto, em Portugal.

## História
Foi erguida sobre um rochedo junto ao mar em 1763.
17 de Junho de 1763, data da fundação da Capela do Senhor da Pedra
Acredita-se que a origem do culto na Capela do Senhor da Pedra possa ter origem em um antigo culto pagão, de carácter naturalista, dos povos pré-cristãos, cujas divindades eram veneradas em plena natureza, tendo posteriormente sido convertido ao Cristianismo.
A romaria ao Senhor da Pedra é uma das mais tradicionais tanto de Vila Nova de Gaia como da freguesia de Gulpilhares. Realiza-se anualmente nas praias do Senhor da Pedra, no domingo da Santíssima Trindade, e prolonga-se até à terça-feira seguinte.

## Características
Apresenta planta hexagonal. Internamente possuiu um altar-mor e dois retábulos laterais de talha dourada em estilo barroco/rococó. Conta ainda com diversas estátuas religiosas, com destaque para a imagem de Cristo crucificado.:
De cada lado da entrada da Capela, encontra-se um painel de azulejos monocromático de cor azul, com as seguintes inscrições:
- Do lado esquerdo:

O LOCAL ONDE SE LEVANTA ESTA CAPELA DO SENHOR DA PEDRA É CERTAMENTE O MAIS ANTIGO LUGAR DE CULTO DA FREGUESIA ANTES DE NELE SE CELEBRAR A CRISTO SERIA ALTAR PAGÃO
- Do lado direito:

A ORIGEM DO GRUPO POPULACIONAL DE GULPILHARES REMONTA A MAIOR ANTIGUIDADE COMO BEM SE DEMONSTRA COM O NOTÁVEL ESPÓLIO ARQUEOLÓGICO QUE NESTA REGIÃO TEM SIDO ACHADO